# 萩原ダイスケ
萩原 ダイスケ（はぎわら だいすけ、8月25日 - ）は日本の漫画家。女性。読み切り作品『バック・トゥ・ザ・ジャック』にてデビュー。

## 作品リスト

### 連載
- ホリミヤ（原作：HERO、『月刊Gファンタジー』2011年11月号 - 2021年4月号、スクウェア・エニックス、全17巻）
- ねねね（原作：徒々野雫、『月刊少年ガンガン』2016年8月号 - 10月号（短期集中連載）・2017年3月号 - 9月号、スクウェア・エニックス、全1巻）

### 読み切り
- バック・トゥ・ザ・ジャック（原作：新木場ユキ、『ガンガンONLINE』2010年10月14日[4] - 11月11日[5]）
- 狼と私の家族事情 （『シルフ』2014年1月号、アスキー・メディアワークス）[6]
- 遠吠えは赤く染まる（『月刊少年ガンガン』2022年3月号[7]）
- 吾輩は猫ではない（原作：新木場ユキ、『月刊少年ガンガン』2024年9月号[8]）
- 来世は美少女（仮）（『月刊Gファンタジー』2025年1月号[9]）

### アンソロジー

#### イラスト・漫画
- 刀剣乱舞-ONLINE-アンソロジーコミック〜刀剣男士幕間劇〜（スクウェア・エニックス、2015年8月27日発売）

#### イラスト
- キューティクル探偵因幡 アンソロジーコミック（スクウェア・エニックス、2012年12月27日発売）
- デュラララ!! アンソロジーコミック デュララブ!!×2（スクウェア・エニックス、2015年1月27日発売）
- 『ディズニー ツイステッドワンダーランド』アンソロジーコミックVol.1（スクウェア・エニックス、2020年11月27日発売）

#### 漫画
- コミックアンソロジー極 ホラー サスペンス ミステリー（スクウェア・エニックス、2010年12月22日発売）

「バック・トゥ・ザ・ジャック」（原作：新木場ユキ、ガンガンONLINE）
- 男子高校生の日常アンソロジー（スクウェア・エニックス、2012年5月22日発売）
- マジキュー4コマ Fate/Zero 四コマ聖杯戦争（3）（エンターブレイン、2012年5月25日発売）
- マジキュー4コマ Fate/Zero 四コマ聖杯戦争（4）（エンターブレイン、2012年8月25日発売）
- マジキュー4コマ Fate/Zero 四コマ聖杯戦争（5）（エンターブレイン、2012年11月24日発売）